# Salvirola
Salvirola település Olaszországban, Lombardia régióban, Cremona megyében. Lakosainak száma 1150 fő (2023. január 1.). Salvirola Izano, Romanengo, Trigolo, Fiesco és Ticengo községekkel határos.

## Népesség
A település lakossága az elmúlt években az alábbi módon változott:
| Lakosok száma | 1171 | 1163 | 1155 | 1150 |
|               | 2013 | 2017 | 2018 | 2023 |